# Śniadanie kontynentalne

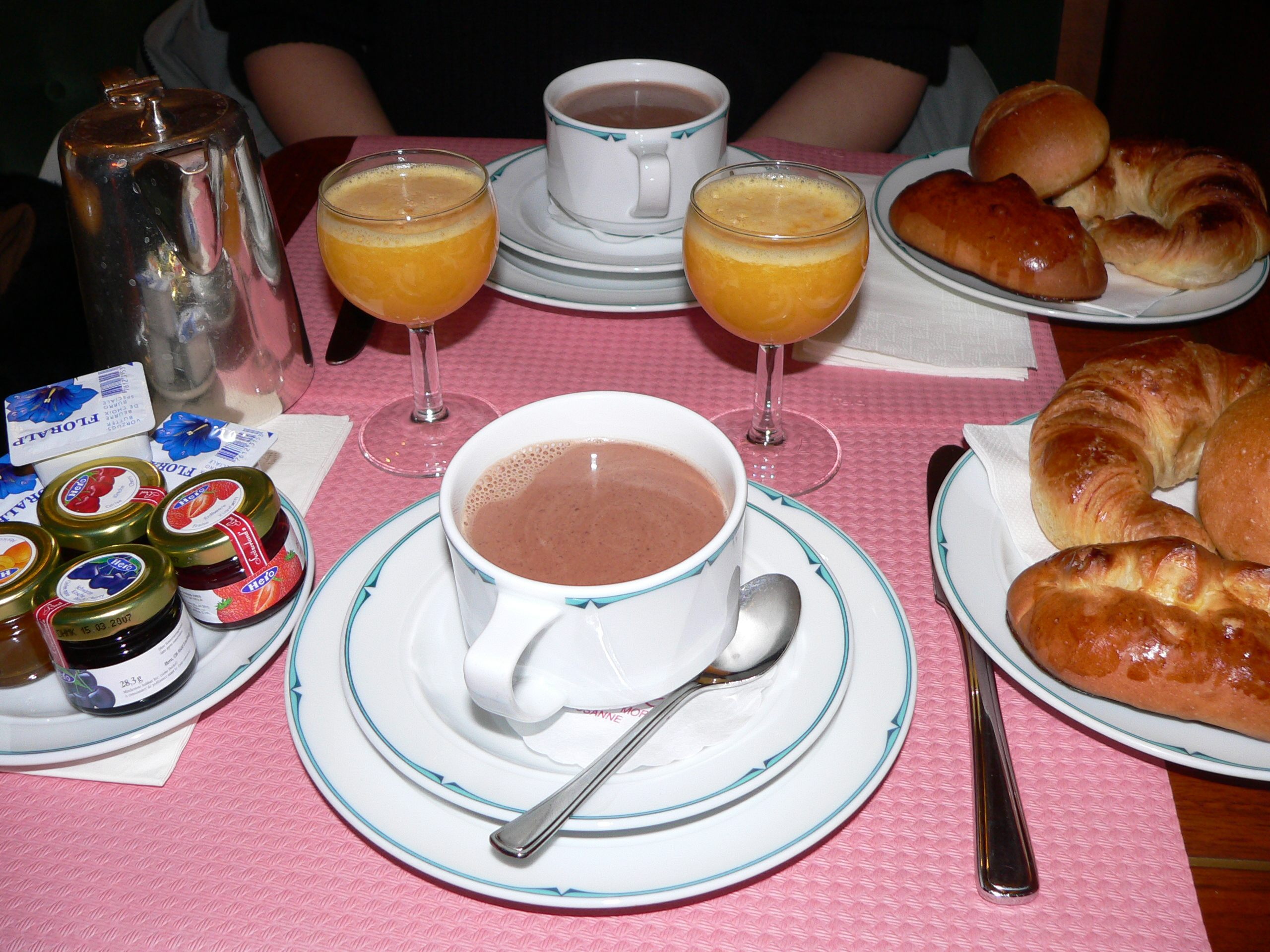

Śniadanie kontynentalne – podstawowe śniadanie składające się z pieczywa, masła, miodu, dżemu oraz kawy lub herbaty.
Śniadanie kontynentalne w wersji rozszerzonej to takie, na które dodatkowo podaje się: wędliny lub ser, ewentualnie jajko albo pasztet itp. Czasami podawane jest ciepłe danie (jajecznica, parówki, zupy mleczne).
Posiłek ten podawany jest głównie w krajach basenu Morza Śródziemnego oraz w wielu hotelach w Stanach Zjednoczonych. Rozszerzona wersja serwowana jest między innymi w hotelach skandynawskich.